# Pittosporum kwangsiense
Pittosporum kwangsiense är en tvåhjärtbladig växtart som beskrevs av Hung T. Chang och S.Z. Yan. Pittosporum kwangsiense ingår i släktet Pittosporum och familjen Pittosporaceae. Inga underarter finns listade.